# Верещак, Вадим Семёнович
Вади́м Семёнович Вереща́к (укр. Вадим Семенович Верещак; 22 апреля 1914, Прилуки, Российская империя, ныне Черниговская область, Украина — 16 июня 2008, Киев, Украина) — украинский и советский оператор, актёр и педагог. Заслуженный деятель искусств Украинской ССР (1978).

## Биография
В 1947 году окончил операторский факультет ВГИКа. В 1947–1953 годах оператор  на Рижской киностудии. С 1953 года Киностудии имени А. Довженко. С 1980 года преподавал в Киевском институте театра, кино и телевидения имени И. К. Карпенко-Карого.

## Фильмография

### Оператор
- 1951 — Молдавская сказка (к/м)
- 1954 — Андриеш
- 1956 — Когда поют соловьи
- 1957 — Если бы камни говорили
- 1958 — Сашко
- 1959 — Весёлка
- 1960 — Самолёт уходит в 9
- 1960 — Кровь людская — не водица
- 1961 — Дмитро Горицвит
- 1962 — Звёздочка
- 1963 — Трое суток после бессмертия
- 1963 — Люди не всё знают
- 1965 — Гибель эскадры
- 1966 — Их знали только в лицо
- 1967 — Эта твёрдая земля
- 1968 — Так в жизни не бывает (в к/ж «Фитиль» № 67)
- 1969 — Сердце Бонивура (мини-сериал)
- 1970 — Секретарь парткома (ТВ)
- 1972 — Семнадцатый трансатлантический
- 1972 — Доверие (ТВ)
- 1974 — Юркины рассветы (мини-сериал)
- 1976 — Время – московское
- 1977 — Родные (ТВ)
- 1978 — Алтунин принимает решение (мини-сериал)
- 1979 — Поездка через город (ТВ)
- 1981 — Тайна, известная всем (ТВ)
- 1982 — Без году неделя (ТВ)
- 1984 — Канкан в Английском парке
- 1986 — И никто на свете…
- 1987 — И завтра жить (ТВ)
- 1990 — Тёплая мозаика ретро и чуть-чуть
- 1991 — Личное оружие (ТВ)

### Актёр
- 1972 — Доверие (ТВ) — Иван, муж Лены Ивановны
- 1972 — Семнадцатый трансатлантический — участник совещания.

## Награды
- 1964 — приз І Всесоюзного кинофестиваля («Трое суток после бессмертия»)
- 1967 — дипломом за лучшую операторскую работу на Кинофестивале республик Закавказья и Украины в Тбилиси («Их знали только в лицо»)
- 1971 — премия IV Всесоюзного кинофестиваля («Секретарь парткома»)
- 1976 — премия Ленинского комсомола Украины им. Николая Островского («Юркины рассветы»)
- 1978 — Заслуженный деятель искусств УССР
- ? — Орден «Знак Почёта»
- 2003 — Почётная грамота Кабинета Министров Украины[1]
- Отличник кинематографии СССР